# Екстрасензорна перцепција
Екстрасензорна перцепција (енгл. Extrasensory perception) или ЕСП је назив за пријем информација које се не стичу физичким чулима, него умом. Термин је усвојен од стране психолога Џосефа Банкса Рина, за означавање психичке способности као што су телепатија, добар слух, и видовитост. Екстрасензорна перцепција се понекад назива шесто чуло.
Парапсихологија, наука о паранормалним психичким феноменима, укључује и екстрасензорну перцепцију. Парапсихолози углавном сматрају такве тестове као пружање уверљивих доказа о постојању екстрасензорне перцепције, али научна заједница одбацује доказе о њеном постојању због недостатка доказа.